# イタリア関係記事の一覧
イタリア関係記事の一覧（イタリアかんけいきじのいちらん）
これはイタリアに関連する記事の一覧である。

## 一覧
- イタリアの地方行政区画
- イタリアの都市の一覧
- イタリアの県の一覧
- コムーネ一覧
- イタリアの州旗一覧
- イタリアの郵便番号

- イタリアの首相
- イタリア君主一覧

- イタリア人の一覧
- イタリア人の姓名
- イタリアのサッカー選手一覧
- イタリアのバレーボール選手一覧
- 在アメリカ合衆国イタリア大使

- イタリア・ルネサンス年表
- アカデミー国際長編映画賞イタリア代表作品の一覧

- イタリアの空港の一覧
- イタリアの鉄道車両一覧
- イタリア陸軍の装備品一覧
- イタリア海軍艦艇一覧
- イタリアの企業一覧
- イタリアのサッカー競技施設一覧

- イタリアの島の一覧
- イタリアの河川の一覧
- イタリアの地震一覧
- イタリアの津波一覧

- 各年のイタリアの一覧

## 英数字
- 1934 FIFAワールドカップ
- 1990 FIFAワールドカップ
- 2001年イタリア総選挙
- 2006年イタリア総選挙
- 2008年イタリア総選挙
- ACFフィオレンティーナ
- ACミラン
- AGV (ヘルメットメーカー)
- ASローマ
- BNLイタリア国際
- CR&S
- EFIM（イタリア語版）
- Eni
- FBモンディアル
- MVアグスタ
- NCR (オートバイメーカー)
- O・Z (企業)
- SPICA (企業)
- SSラツィオ
- TAV
- Tm (オートバイメーカー)
- UCサンプドリア
- VOR
- Winx Club

## あ行
- 愛の勝利
- アウグストゥス
- アウトストラーダ一覧
- イモラ・サーキット
- アエギュプトゥス
- アエルマッキ (自動二輪)
- アグスタ
- アテナイの学堂
- アバルト
- アプリリア (会社)
- アリタリア-イタリア航空
- アルファロメオ
- アルマーニ
- アレシアの戦い
- アレッサンドロ・デル・ピエロ
- アレーナ・ディ・ヴェローナ
- アレーニア・アエルマッキ
- アディバ
- アンツィオの戦い
- アントニオ・カノーヴァ
- イタリア王
- イタリア王国
- イタリア海軍
- イタリア海軍艦艇一覧
- イタリア共和国憲法
- イタリアグランプリ
- イタリア現代思想
- イタリア語
- イタリア語の日本語表記
- イタリア式コメディ
- イタリア式庭園
- イタリア社会共和国
- イタリア人
- イタリア侵攻 (第二次世界大戦)
- イタリア戦線 (第一次世界大戦)
- イタリア戦争
- イタリア統一運動
- イタリアの映画
- イタリアの警察
- イタリアの国際関係（英語版）
- イタリアの世界遺産
- イタリアのユーロ硬貨
- イタリアの歴史
- イタリア陸軍
- イタリア料理
- イタリア・リラ
- イタリアワイン
- イタルジェット
- イ・モーディ
- インテルナツィオナーレ・ミラノ
- ヴァイルス
- ヴァレンティーナ・マルケイ
- ヴィーナスの誕生
- ウェーバー (企業)
- ヴェネツィア
- ヴェネツィア共和国
- ヴェネツィア国際映画祭
- ヴェネツィア・テッセラ空港
- ヴェネツィアのドージェ一覧
- ヴェネツィア派
- ヴェネツィア・ビエンナーレ
- ヴェネツィア領クレタ
- ヴェネツィア領モレア
- ヴェルサーチ
- ヴェスヴィオ
- ウフィツィ美術館
- エスプレッソ
- エトルリア
- オットー1世 (神聖ローマ皇帝)
- オリベッティ
- オリンピックのイタリア選手団

## か行
- ガイウス・ユリウス・カエサル
- カジバ
- カゼルタ宮殿
- カノッサの屈辱
- カピトリーノ美術館
- カミッロ・カヴール
- カラビニエリ
- ガリア戦争
- カリグラ
- ガリレオ・ガリレイ
- カリャリ
- カール5世 (神聖ローマ皇帝)
- カルボナリ
- カルロ・ジェズアルド
- ガレリ
- カロリーナ・コストナー
- カンパニョーロ
- カンピオナート・アルタ・イタリア 1944
- ガンベロロッソ
- 教皇領
- 共和国大統領 (イタリア)
- グッチ
- クラウディウス
- クラウディオ・モンテヴェルディ
- グラン・サン・ベルナール峠
- グランデ・ラッコルド・アヌラーレ
- クリスティーナ・ダヴェーナ
- クリストファー・コロンブス
- グレゴリアン大学
- グレゴリウス7世 (ローマ教皇)
- クレシ・チネマトグラフィカ
- 紅の豚
- 君主論
- ゲッツィ&ブリアン
- コスチューム・ナショナル
- コルティナダンペッツォオリンピック【曖昧さ回避】
- コルナ
- コロンバス (自転車メーカー)
- ゴンサロ・フェルナンデス・デ・コルドバ
- コンスタンティヌス1世
- ゴンドラ (船)

## さ行
- 最後の審判 (ミケランジェロ)
- 最後の晩餐 (レオナルド)
- サッカーイタリア代表
- サテュリコン
- サルヴァトーレ・フェラガモ
- サルデーニャ
- サン・ヴィターレ聖堂
- サン・カルロ劇場
- サンタ・クローチェ聖堂 (フィレンツェ)
- サンタポリナーレ・イン・クラッセ聖堂
- サンタ・マリア・デッラ・サルーテ聖堂
- サンタ・マリア・デル・フィオーレ大聖堂
- サン・ピエトロ大聖堂
- サンマリノ
- サン・マルコ寺院
- シエナ大学
- シエナ外国人大学（英語版、ドイツ語版）
- ジェノヴァ
- ジャッロ
- ジャンルイジ・ブッフォン
- ジュゼッペ・ガリバルディ
- シュターッレル・イロナ
- シルヴィオ・ベルルスコーニ
- シルウェステル2世 (ローマ教皇)
- ジレラ
- ジロ・デ・イタリア
- 神曲
- 枢軸国
- スカラ座
- スキピオ・アフリカヌス
- スパゲッティ
- スパルコ
- スピードアップ
- スペルガの悲劇
- 青年イタリア
- セベソ事故
- セリエA (サッカー)
- セリエA (バスケットボール)
- セリエA (バレーボール)
- セリエA (野球)
- 戦車競走

## た行
- 第一次ポエニ戦争
- 第二次ポエニ戦争
- 対抗宗教改革
- 第三次奴隷戦争
- ダビデ像 (ミケランジェロ)
- ため息橋
- ダンテ・アリギエーリ
- タンド線
- チェーザレ・ボルジア
- チェッキ・ゴーリ・グループ
- チルクムヴェスヴィアーナ鉄道
- チンザノ (企業)
- ティタヌス
- ティベリウス
- テオドシウス1世
- ディブラッシ
- デ・トマソ
- テトラルキア
- デノミナツィオーネ・ディ・オリージネ・コントロッラータ
- デノミナツィオーネ・ディ・オリージネ・コントロッラータ・エ・ガランティータ
- デロルト
- テラ・モデナ
- ドゥオーモ
- ドゥカティ
- 東西教会の分裂
- 同盟 (イタリア)
- トスカーナの支配者一覧
- トリノ
- トリノFC
- トリノオリンピック
- トレニタリア

## な行
- ナストロ・ダルジェント作曲賞
- ナポリ
- ナポリ王国
- ナポリタン
- ナポリとシチリアの君主一覧
- ナルディ
- 西ローマ帝国
- ニッコロ・マキャヴェッリ
- ネロ

## は行
- ハスクバーナ・モーターサイクル
- パスタ
- バチカン
- ハドリアヌス
- パトン
- バルサミコ酢
- バレンティーノ・ロッシ
- パルマ
- パルマ大聖堂
- ハンニバル
- ピアッジオ
- ビアンキ (オートバイ)
- ピエタ (ミケランジェロ)
- 東ゴート王国
- 東ローマ帝国
- 東ローマ帝国の皇帝一覧
- ピザ
- ピサ大聖堂
- ピサの斜塔
- ピサのドゥオモ広場
- ビザンティン建築
- ピッティ宮殿
- ピニンファリーナ
- ビモータ
- ピレリ
- ファシスト党
- ファンタジスタ
- ファンティック (オートバイメーカー)
- フィアム
- フィアット
- フィウミチーノ空港
- フィレンツェ
- フェニーチェ劇場
- フェラーリ
- フォルツァ・イタリア
- フォンドメタル
- プラダ
- フランチェスコ・トッティ
- フリードリヒ2世 (神聖ローマ皇帝)
- フリードリヒ3世 (神聖ローマ皇帝)
- ブルガリ
- ブレンボ
- ベータ (オートバイメーカー)
- ベニート・ムッソリーニ
- ベネトン・フォーミュラ
- ベネリ
- ペンタメローネ
- ペンドリーノ
- ホーエンシュタウフェン朝
- ポンペイ
- ボローニャ大学

## ま行
- マーニ (オートバイ)
- マカロニ・ウェスタン
- マクシマ・フィルム
- マクシミアヌス
- マクシミリアン1世 (神聖ローマ皇帝)
- マクセンティウス
- マセラティ
- マメーリの賛歌
- マニエッティ・マレリ
- マラグーティ
- マリア・テレジア
- マルクス・アウレリウス・アントニヌス
- マルコ・パンターニ
- マルコ・ポーロ
- マルタ騎士団
- マルチェロ・マストロヤンニ
- マンブレッティ
- ミケランジェロ・ブオナローティ
- ミラノ
- ミラノの支配者一覧
- ミラノのドゥオーモ
- ミラノ・マルペンサ空港
- ミラノ・リナーテ空港
- メディチ家
- モモ (会社)
- モト・ヴィラ
- モト・グッツィ
- モト・モリーニ
- モナ・リザ
- モルビデリ
- モレッティ (自動車)
- モンテ・カッシーノ
- モンテ・カッシーノの戦い

## や行
- 野球イタリア代表
- ヤコポ・デッラ・クエルチャ
- ユヴェントスFC

## ら行
- ラファエロ・サンティ
- ラベルダ
- ランチア
- ランブレッタ
- ランボルギーニ
- リコルディ
- リッカルド・ムーティ
- リュート
- ルキウス・アエリウス・セイヤヌス
- ルッカ
- ルネサンス
- ルネサンス音楽
- ルネサンス文学
- ルネサンス美術
- レオナルド・ダ・ヴィンチ
- レオナルド・ダ・ヴィンチの『最後の晩餐』があるサンタ・マリア・デッレ・グラツィエ教会とドメニコ会修道院
- レガ・カルチョ
- ロベルト・バッジョ
- ローマ
- ローマオリンピック
- ローマ歌劇場
- ローマ皇帝一覧
- ローマ進軍
- ローマ帝国
- ローマ内戦 (紀元前49年-紀元前45年)
- ローマ内戦 (68年-70年)